# NGC 7749
NGC 7749 је лентикуларна галаксија у сазвежђу Вајар која се налази на NGC листи објеката дубоког неба.
Деклинација објекта је - 29° 31' 4" а ректасцензија 23h 45m 47,5s. Привидна величина (магнитуда) објекта NGC 7749 износи 12,8 а фотографска магнитуда 13,8. NGC 7749 је још познат и под ознакама ESO 471-9, MCG -5-56-3, PGC 72338.